# 強烈熱帶風暴嘉麗 (1976年)
強烈熱帶風暴嘉麗（英語：Severe Tropical Storm Clara）是1976年太平洋颱風季中其中一個熱帶氣旋，風暴於8月5日形成，在8月7日消散，維持僅約兩日。嘉麗是該年少數在南海生成的風暴，亦為該年生成地點最西者。嘉麗在南海中部海面形成後，緩慢地向西北經過南海及增強，在接近華南沿岸前曾達到巔峰強度，最終經由廣東省西部進入內陸及消散。嘉麗是繼前一年颱風愛茜以來首個直接影響珠江口的首個風暴，也令皇家香港天文台懸掛該年首個八號烈風或暴風信號，不過對當地的破壞不大，未有明顯災情，在香港則僅導致四人傷。

## 氣象歷史
嘉麗前身的一個熱帶擾動早於8月2日在菲律賓以西的南海海面形成，在起初兩三日緩慢向西北移動，經過西沙群島東面海域。這個擾動於8月5日在香港以南約645公里附近海面增強成熱帶低氣壓，以時速大約七公里繼續移動，趨向珠江三角洲一帶。臺灣交通部中央氣象局指出，該熱帶低氣壓在東經114度的南海海面出現，是該年生成地點最西的熱帶氣旋。由於從西沙而來的強烈西南氣流注入該低氣壓，讓它開始發展，皇家香港天文台及美國聯合颱風警報中心在同日較後時間皆將它升格成為熱帶風暴，其中後者將它命名為嘉麗，中央氣象局同日升為輕度颱風。
同日晚間，香港天文台再將嘉麗升為強烈熱帶風暴，當時天文台經氣象衛星雲圖分析之後，指出嘉麗雲帶組織良好，中心風力已達100公里每小時，並且轉向西北偏北靠近香港。嘉麗在8月6日時速略為提高，並且進一步抵達上川島附近，珠江三角洲一帶開始受烈風影響，氣壓也開始下降，但是嘉麗因為逐漸靠近陸地，結構受到影響，中心風力開始下降。嘉麗最終於8月7日凌晨，在廣東省佛山地區台山縣廣海灣一帶登陸，即香港西南偏西130公里處登陸。美方、香港天文台及中央氣象局在同日皆降格其為熱帶低氣壓，之後加速向西移動，逐漸在廣東西部陸地上消失。

## 影響

### 香港
- 當地評定巔峰強度分級：（HKO）
- 當地評定最大持續風速：100每小時（28每秒；54節）（十分鐘）
- 當地懸掛之最高熱帶氣旋警告信號： 八號東南烈風或暴風信號
- 最接近當地時間：1976年8月6日晚上9時
- 最接近當地位置：天文台總部之西南約110公里

皇家香港天文台在8月5日上午11時正懸掛一號戒備信號，同日晚上11時半改掛三號強風信號。嘉麗持續增強及靠近華南地區，境內風力逐漸加強，天文台在翌日下午4時20分改掛八號東南烈風或暴風信號。不過嘉麗影響香港的時間不足半日，天文台到8月7日凌晨4時正便因應嘉麗在內陸消散而直接除下所有信號。這是1956年天文台重新加入三號信號後，至今唯二從烈風信號直接除下的案例，另一個是1966年颱風瑪媚，所有時間均為夏令時間。
嘉麗對香港影響輕微，在天文台懸掛八號信號後，因為停工緣故，不少員工提早下班，下班人潮一時間湧進車站和碼頭，令公共交通一度不勝負荷，有些小巴路線更乘機起價五至六倍。人龍到晚上才能完全消失，部分水陸交通到晚上逐漸停頓，港內天星小輪、電車、巴士維持有限度服務，機場方面共有14班航機取消。這場風暴僅導致四人受傷，皆為被風吹倒的玻璃碎片所傷，除此之外，並未有水浸或山泥傾瀉等報告。

### 中國大陸
- 當地評定巔峰強度分級：（CMA）
- 當地評定最大持續風速：35每秒（68節；130每小時）（二分鐘）
- 當地評定中心最低氣壓：978百帕斯卡（28.88英寸汞柱）

中國大陸廣東省氣象台在8月5日晚間為該年「第十四號颱風」（7614號颱風，指嘉麗）發佈緊急警報，指颱風於翌日下午至晚間，在電白縣至台山縣之間沿海登陸，廣東西南部至海南島一帶會有大雨至暴雨。颱風最後於8月7日凌晨在台山縣廣海灣一帶登陸，經過佛山地區進入廣東西部，佛山、惠陽東南部、廣州市南部皆有暴雨，而肇慶南部、湛江、海南島北部有大雨。雖然當地未有明顯災情報告，但在寶安縣、東莞縣等地受風雨影響，不少菜田受損，令當地蔬菜減產而價格高漲，並持續幾十天。

## 註腳
1. ↑  包括日本氣象廳在內的全世界大部分區域專責氣象中心採用十分鐘持續風速衡量熱帶氣旋強度，但美國的聯合颱風警報中心採用一分鐘持續風速，兩個數值的換算比約為1比1.14。[4]

## 外部連結
- 1976年熱帶氣旋年刊 （页面存档备份，存于），皇家香港天文台
- 民國六十五年北太平洋西部颱風概述 （页面存档备份，存于），交通部中央氣象局